# Batrachoseps diabolicus
Batrachoseps diabolicus (tên tiếng Anh: Hell Hollow Slender Salamander) là một loài kỳ giông thuộc họ Plethodontidae. Đây là loài đặc hữu của California, ở Merced County miền tây Hoa Kỳ.

## Phân bố
This salamander is endemic tới watersheds of the Merced River through tới American River, at elevations below 300 mét (980 ft), on miền tây slope of the Sierra Nevada.

## Conservation
The Hell Hollow Slender Salamander là một Sách Đỏ IUCN Vulnerable species.